# ناحیه بای د نوک، میشیگان
ناحیه بای د نوک (به انگلیسی: Bay de Noc Township) یک منطقهٔ مسکونی در ایالات متحده آمریکا است که در شهرستان دلتا، میشیگان واقع شده است. ناحیه بای د نوک ۲۳۵٫۸ کیلومتر مربع مساحت و ۳۰۵ نفر جمعیت دارد و ۱۹۵ متر بالاتر از سطح دریا واقع شده است.